# الدعم اللوجستي
اللوجست: تعني فن وعلم إدارة تدفق البضائع والطاقة والمعلومات والموارد الأخرى كالمنتجات والخدمات وحتى البشر من منطقة الإنتاج إلى منطقة الاستهلاك، أو فن تحريك الجيوش وإمدادها باستمرار كونها ذات صلة بالشؤون العسكرية، وأيضاً يُعرف بالإمداد والتموين والتسليح والإخلاء وغيرها من الأعمال غير القتالية، والعاملون بهذا المجال عبارة عن مجموعات غير قتالية لكنها مدربة تدريب عالي جدا، ويتحولون إلى القتال إذا تطلب الموقف منهم ذلك. وقد توسع المعنى مع اتساع نطاق الأعمال لمفهوم الاستراتيجية وعممت على الأعمال المدنية كالحركة والنقل والتخزين وغيرها لتشابه الأعمال، لكن الفرق عادة يكون هنا بالوضع الآمن للسلك المدني والوضع غير الآمن للسلك العسكري.

## الدعم اللوجستي (أو اللوجستيكي) لغةً
يُعرف الدعم اللوجستي بمعجم أوكسفورد للغة الإنكليزية بأنه: «فرع من العلوم العسكرية تختص بتدبير ونقل والحفاظ على المواد، الأفراد والوسائط.». ويُعرف بالعربية بفَن السَّوْقِيَّات. ويعني كذلك «فن الامداد والتموين». اللوجستية (بالإنجليزية: Logistics)، أو ما يعرف بالعربية فَنُّ السَّوْقِيَّات:
هو فن وعلم إدارة تدفق البضائع والطاقة والمعلومات (والإمداد والتموين) والموارد الأخرى كالمنتجات والخدمات والمواد الغذائية والألبسة والمواد الطبية وحتى البشرية من منطقة الإنتاج إلى منطقة الاستهلاك. ومن الصعب أو حتى من المستحيل إنجاز أية تجارة عالمية أو عملية استيراد/تصدير عالمية أو عملية نقل للمواد الأولية أو المنتجات وتصنيعها دون دعم لوجستي احترافي. وتتضمن اللوجستيات: تجميع المعلومات، النقل، الجرد، التخزين، المعالجة المادية والتغليف (الصندقة). أصل الكلمة والتعريف: يعود أصل الكلمة إلى اللغة الإغريقية القديمة وتأتي من كلمة لوجوس (λόγος) وتعني "نسبة، حساب، سبب، خطاب". وقد انتقل استخدام الكلمة من حاجة الجيش إلى التزود بالإمدادات خلال تحركهم من قواعدهم إلى المواقع إلى المجال الاقتصادي. تتضمن اللوجستية العديد من النشاطات المنفصلة المنظمة، في عام 1991 عرّف مجلس إدارة السَّوقيَّات وهي منظمة تجارية أسست في الولايات المتحدة الأمريكية عرفتها بأنها "عملية التخطيط والتنفيذ والتحكم بالتدفق والتخزين الضروري المؤثر للبضائع والخدمات والمعلومات المتعلقة من نقطة المنشأ إلى نقطة الاستهلاك من أجل إرضاء متطلبات المستهلك" وبذلك حصرت هذه المنظمة تعريف السًّوقيات أو (اللوجستية) بمجال الأعمال [1]. بينما عرفها معجم أوكسفورد للغة الإنكليزية بأنها: "فرع من العلوم العسكرية تختص بتدبير ونقل والحفاظ على المواد، الأفراد والوسائط.

## الدعم اللوجستي في الوقت الحاضر
مع التطور الحالي في مجالات المال والأعمال أصبح هناك شركات عالمية ومحلية متخصصة بتقديم الخدمات اللوجستية للزبائن سواء شركات كانوا أو افراد.

### اللوجستية العسكرية
في اللوجستية العسكرية يحدد الخبراء كيف ومتى سيتم نقل الموارد إلى الأماكن التي يحتاجونها. في العلوم العسكرية التحكم في إيصال الموارد هو أمر حاسم في إستراتيجية المعركة بما أن القوات المسلحة لا تستطيع الصمود بدون الطعام، الوقود والذخيرة، إضافة مايمكن تزيده من خلال التدفق. لقد كانت الخسارة البريطانية في حرب الاستقلال الأمريكية وخسارة إروين رومل في الحرب العالمية الثانية، تتعلق بشكل كبير بفشل لوجستي بينما يعتبر القادة التاريخيون هانيبال باركا، الكسندر المقدوني ودوق ويلنتغتون عباقرة لوجستيون.

### اللوجستية الإدارية
اللوجستية الإدارية هي جزء من سلسلة توريد المواد والتي تقوم بالتخطيط والتطبيق والتحكم بتدفق البضائع وتخزينها بشكل مرن وفعّال وذلك بين نقطة الإنتاج ونقطة الاستهلاك لهدف إرضاء المستهلك.

### لوجستيه الطرف الثالث
أنظمة إدارة المستودعات وأنظمة التحكم المستودعاتي
هنالك فرق شاسع بين كلٍ من أنظمة إدارة المستودعات وأنظمة التحكم المستودعاتية، إلا أنه يمكن تعريف إدارة المستودعات Warehousing Management System (WMS) بالقسم المسؤول عن التنبؤ بالخطط الأسبوعية بالاعتماد على الإحصائيات والمؤشرات وعوامل أخرى. بينما تعمل أنظمة التحكم المستودعاتية Warehousing Control System (WCS) يعمل كمشرف على التحركات اللوجستية الحقيقة بشكل مباشر محاولا القيام بتفيذ المهام اللوجستية بأكمل وجه ممكن.

### لوجستية الإنتاج
هذا المصطلح يُستخدم لوصف المهام اللوجستية المتعلقة بالإنتاج كتوريد البضائع الأساسية إلى المصنع وكذلك توزيع المنتجات بعد انتهاء تصنيعها. إضافة إلى ذلك تحرص اللوجستية على توفير تدفق ماهر للبضائع يضمن استمرارية الإنتاج بالشكل الأنسب معتبرين في ذلك التكاليف ومستوى الخدمة وغيرها من الاعتبارات اللوجستية الهامة.كذلك تهتم اللوجستية بما يعرف بالـ طرق تصميم المصانع الداخلية لتوفير تدفق فعال لكل من العمّال، البضائع، المعدّات، والمعلومات لتضمن أعلى مستوى من الإنتاجية بأقل التكاليف. كذلك تحرص اللوجستية الإنتاجية على تحديد مدى القدرات اللوجستية لاستيعاب كمية الإنتاج وطول خطوط الإنتاج.

## انظر ايضًا
- لوجستيات.
- لوجستية مستقلة.